# Джон де Робек
Джон Майкл де Робек, 1-й баронет (англ. John Michael de Robeck, First Baronet; нар. 10 червня 1862, Нейс — пом. 20 січня 1928, Лондон) — британський воєначальник, адмірал (1925) Королівського військово-морського флоту Великої Британії. Командувач Середземноморського (1919—1922) та Атлантичного флотів (1922—1924). Учасник Першої світової війни.
На початку XX століття де Робек служив адміралом патрулів, командуючи чотирма флотиліями міноносців. Під час Першої світової війни він командував військово-морськими силами союзників у Дарданелльській операції. Його кампанія з форсування проток, розпочата 18 березня 1915 року, була майже успішною, оскільки у турецької наземної артилерії майже закінчилися боєприпаси. Однак міни, закладені в протоках, призвели до втрати трьох лінкорів союзників. Подальша наземна кампанія, як і морська, зрештою зазнала невдачі, і де Робеку довелося в ніч на 8 січня 1916 року вивести сухопутні війська з півострова Галліполі. Він став командиром 3-ї бойової ескадри Великого флоту, а потім командувачем 2-ї бойової ескадри Великого флоту.
Після війни де Робек став командувачем Середземноморського флоту і британським Верховним комісаром у Туреччині, а потім головнокомандувачем Атлантичного флоту.

## Біографія
Військова кар'єра
- 15 липня 1875 — кадет ВМС
- 27 липня 1878 — мічман
- 27 липня 1882 — суб-лейтенант
- 30 вересня 1885 — лейтенант
- 22 червня 1897 — командер
- 1 січня 1902 — капітан
- 1 грудня 1911 — контрадмірал
- 17 травня 1917 — віцеадмірал
- 24 березня 1920 — адмірал
- 24 листопада 1925 — адмірал флоту

Джон де Робек народився 10 червня 1862 року в сім'ї Джона Генрі Едварда Фока, 4-го барона де Робека (представника шведського дворянства) та Зої Софії Шарлотти Фок. 15 липня 1875 року де Робек приєднався до Королівського флоту як кадет на навчальний корабель «Британія». Підвищений до мічманів 27 липня 1878 року, він продовжив проходження служби на фрегаті «Шеннон» в ескадри Каналу у липні 1878 року, а у квітні 1882 року був переведений на навчальний корабель «Сен-Вінсент» у Портсмуті. 27 липня 1882 року отримав звання суб-лейтенанта, у серпні 1882 року він поступив на навчання до артилерійської школи «Екселент», а в серпні 1883 року перейшов на канонерський човен «Еспор» на Китайській станції. На початку 1886 року перейшов на лінкор «Одейшес», флагман Головнокомандувача британського флоту у Китаї, на бриг «Сіфлавер» у березні 1887 року та у листопаді 1887 року на лінкор «Азенкур», флагман ескадри Каналу. У вересні 1888 року Джон де Робек продовжив служити на навчальному кораблі «Британія», а потім перейшов на броненосний крейсер «Імперіус», флагман Китайської станції, у січні 1891 року, перш ніж повернутися на «Британію» у серпні 1893 року.
У листопаді 1895 року де Робек став офіцером-артилеристом на корвет «Корделіа» на Північноамериканської та Західно-індійської станції, а після підвищення до командора 22 червня 1897 року став командиром есмінця «Десперейт» у Чатемі в липні 1897 року, потім есмінця «Енглер» у Чатемі в липні 1898 року, а потім есмінця «Мермейд» у Чатемі у червні 1899 року. В червні 1900 року він став старшим офіцером крейсера «Пирамус» Середземноморського флоту.
У липні 1902 року де Робек був призначений командиром «Ворріор». У серпні 1906 року він став командиром броненосного крейсера «Карнарвон» на Середземноморському флоті, в січні 1908 року став командиром лінкора «Домініон», а потім інспектором навчальних закладів для хлопчиків у січні 1910 року. У квітні 1912 року він став адміралом патрулів, командуючи чотирма флотиліями міноносців.
У серпні 1914 року, одразу після початку Першої світової війни, Де Робек отримав командування 9-ю ескадрою крейсерів, тримаючи свій прапор на панцерному крейсері «Амфітріт». На цій посаді він захопив німецькі лайнери SS Schlesien і SS Graecia.
У лютому 1915 року де Робек став заступником командувача ескадри Східного Середземномор'я (Військово-морські сили союзників у Дарданеллах) під командуванням адмірала Саквіля Кардена, маючи прапор на лінкорі «Венджіенс». Карден отримав наказ форсувати протоки, а потім просунутися до Константинополя: він зробив невдалу спробу зробити це 19 лютого 1915 року, але потім серйозно захворів, залишивши де Робека на керівництві військово-морськими силами. У березні 1915 року Де Робек очолив флотське угруповання, командуючи з лінкора «Квін Елізабет». Кампанія де Робека з форсування проток, розпочата 18 березня 1915 року, майже вдалася, оскільки турецька берегова артилерія залишилася фактично без боєприпасів. Однак мінні поля, закладені османським мінним загороджувачем «Нусрет» на місці регулярних маневрів союзного флоту призвели до загибелі трьох військових кораблів союзників та важким пошкодженням ще трьох. Де Робек, не бачачи сенсу втрачати більше кораблів, тоді припинив всю морську операцію.
25 квітня 1915 року Королівський флот висадив війська генерала Яна Гамільтона на краю півострова Галліполі (мис Геллес) і в бухті Анзак, на західному узбережжі півострова. Османські війська та їхні німецькі радники мали два місяці попередження від першої серйозної атаки флоту, щоб підготувати наземну оборону до того, як можна було здійснити наступний наземний десант, і вони ефективно використали цей час. Початкова висадка не досягла визначених цілей і союзники зробили наступну невдалу спробу в серпні 1915 року в затоці Сувла. Після цієї невдачі комодор Роджер Кіз, начальник штабу де Робека, виступив за третю спробу форсувати протоки, але де Робек рекомендував відмовитися від цього, і Адміралтейство погодилося з пропозицією де Робека. Сухопутна кампанія, як і морська, зрештою виявилася невдалою, і хоча 1 січня 1916 року де Робек був відзначений орденом Лазні за заслуги в Галліпольській кампанії, йому довелося організувати евакуацію військ Гамільтона з півострова Галліполі в ніч на 8 січня 1916 року.
У травні 1916 року Де Робек став командиром 3-ї бойової ескадри Великого флоту під своїм прапором на лінкорі «Британія». В листопаді 1916 року він став командиром 2-ї бойової ескадри Великого флоту, зі своїм прапором на лінкорі «Кінг Джордж V».
1 січня 1919 року Джон де Робек став кавалером Великого хреста ордена Святого Михайла і Святого Георгія. У липні 1919 року його призначили головнокомандувачем Середземноморського флоту та британським Верховним комісаром у Туреччині під своїм прапором на лінкорі «Айрон Дюк». 29 грудня 1919 року він отримав титул баронета, а 24 березня 1920 року звання повного адмірала. 1 січня де Робек удостоєний Великого хреста ордена Лазні, у серпні 1922 року він очолив Атлантичний флот, а в серпні 1924 року пішов у відставку.
24 листопада 1925 року Джон де Робек отримав звання адмірала флоту і 20 січня 1928 року помер у своєму будинку в Лондоні.